# Segona batalla de Garoua
La Segona batalla de Garoua (Garua en alemany) va tenir lloc entre el 31 de maig fins al 10 de juny de 1915 a Garoua, al nord de Kamerun, durant la campanya de Kamerun de la Primera Guerra Mundial.
La batalla va ser entre una força combinada francesa i britànica contra la guarnició alemanya que defensava la ciutat, amb el resultat de la victòria dels Aliats.

## Antecedents
Després del fracàs britànic en la Primera batalla de Garoua a l'agost de 1914, la força alemanya de Garoua, sota el comandament del capità von Crailsheim, va guanyar una gran llibertat de moviment. Això es va demostrar en una sèrie d'incursions a la Nigèria Britànica, que va culminar en la batalla de Gurin a l'abril de 1915. Aquesta va ser una de les majors incursions alemanyes a Nigèria i va commocionar al recentment nomenat comandant aliat a la regió, el coronel Frederick Hugh Cunliffe.
La incursió va provocar un nou intent britànic i francès de prendre els forts alemanys de Garoua. Una força britànica sota el comandament de Cunliffe va arribar a Gurin l'endemà de la batalla, i després es va unir una força francesa. Els britànics van agafar un canó QF 12 pounder 12 cwt gun (76 mm) del creuer protegit britànic HMS Challenger i els francesos un canó naval de 95 mm abans de dirigir-se cap a Garoua a finals d'abril.
Els forts alemanys de Garoua van experimentar una considerable millora de la construcció i fortificació després de la repulsió de les forces britàniques en la Primera batalla de Garoua, vuit mesos abans. Von Crailsheim va emprar aproximadament 2.000 treballadors nadius per a reforçar les seves fortificacions amb filferro d'arç, moviments de terra i refugis subterrànis. També va emmagatzemar aliments, municions i altres subministraments vitals en preparació per a un llarg setge. Va reforçar la guarnició amb els mariners alemanys dels vaixells dels rius de la colònia. Les fortaleses alemanyes també posseïen 11 metralladores i 6 canons de campanya.

## El setge i la batalla
Les forces franceses i britàniques es van atrinxerar al voltant dels forts de Garoua i van començar a posar setge a la posició el 31 de maig de 1915.
Arran d'una avaluació de les defenses alemanyes, Cunliffe va arribar a la conclusió que les posicions més febles podrien ser atacats des del nord. Va concentrar els seus atacs allà i va cavar una sèrie de trinxeres al davant d'aquestes posicions més febles. Cada nit es feien operacions mineres de sapes per a afeblir encara més les defenses alemanyes. Les trinxeres britàniques i franceses es van acostar als forts, ja que aquestes operacions es dirigien cap a les fortaleses. Els alemanys van respondre a això amb constant, però ineficaç, foc des dels forts.
El bombardeig dels grans canons navals va aconseguir danyar molt les defenses alemanyes. El bombardeig també va erosionar la moral de les tropes alemanyes que defensaven els forts que havien estat construïts després dels seus primers èxits en la guerra. Un projectil va matar a 20 soldats alemanys.
El 9 de juny, molts dels soldats nadius en els forts alemanys van començar a amotinar-se i es va negar a defendre els forts. Un grup de desertors va intentar escapar a través de les línies britàniques i franceses, però es van veure obligats a tornar de nou als forts degut al foc enemic. Un altre grup va prendre cavalls i van cavalcar més enllà de les línies aliades al riu Benue, que en aquell moment estava desbordat per les pluges. Molts dels soldats nadius es van ofegar a l'intentar travessar el riu nedant. Posteriorment es va recuperar 70 cossos del riu i sembla que només 45 van aconseguir escapar. Els que no van poder travessar el riu van ser atacats per un destacament britànic i perseguits per la cavalleria francesa.
El 10 de juny, després de perdre una gran part de la guarnició i de sofrir un intens bombardeig, van començar a aparèixer banderes blanques als forts alemanys al voltant de les 16.00 h. Von Crailsheim va fer una sol·licitud dels honors de guerra  i un armistici de 24 hores, però el comandant aliat es va negar. A les 18.30 h, el comandant alemany es va rendir incondicionalment, i l'11 de juny les tropes aliades van entrar als forts de Garoua.
En el moment de la rendició només quedavan 37 alemanys i 212 nadius de la guarnició; la resta va fugir o va morir en el bombardeig. D'acord amb algunes fonts, els aliats no van patir cap baixa greu durant el conflicte.

## Conseqüències
Amb la rendició alemanya del 10 de juny, la guarnició alemanya va ser feta presonera.
Les abundants armes, municions i materials de construcció que s'havien preparat en previsió d'un setge més llarg van passar a mans dels aliats.
Amb la captura dels forts alemanys de Garoua, la fortalesa assetjada de Mora va quedar aïllada al nord de Kamerun fins a la seva rendició al final de la campanya.
Després d'eliminar a les forces alemanyes del nord, les tropes de Cunliffe, que havien estat a la defensiva, van avançar cap al centre de Kamerun. Després de l'èxit en Garoua, va dirigir les seves forces cap al sud fins a la ciutat de Ngaoundéré, que va ser capturada després d'una lluita.